# The King's Daughter
The King's Daughter è un film del 2022 diretto da Sean McNamara. È un fantasy d'azione tratto dal romanzo del 1997 di Vonda N. McIntyre The Moon and the Sun e ha come protagonisti Pierce Brosnan, Kaya Scodelario e Benjamin Walker.

## Trama
Re Luigi XIV di Francia cerca di ottenere l’immortalità servendosi della forza vitale di una sirena che ha catturato e imprigionato. Ma la sua volontà inamovibile è messa a dura prova quando la sua figlia illegittima Marie-Josèphe, a lungo nascosta, arriva a Versailles. La ragazza, dopo aver scoperto l'esistenza della creatura magica, instaura un legame con essa e cercherà di fare il possibile per salvarla.

## Produzione
Le riprese iniziarono nei primi di aprile del 2014 a Versailles. Dopo un periodo di due settimane di riprese in Francia, la produzione partì a Melbourne il 23 dello stesso mese, per terminare a maggio.

## Distribuzione
Il film fu distribuito nelle sale cinematografiche statunitensi il 21 gennaio 2022.

## Accoglienza

### Critica
Il film è stato accolto in maniera negativa dalla critica. Sul sito aggregatore di recensioni Rotten Tomatoes, il 20% delle 65 recensioni dei critici sono positive, con una valutazione media di 4,2/10. Metacritic ha assegnato al film un punteggio di 31 su 100, sulla base di 18 critici, indicando recensioni "generalmente sfavorevoli". Il pubblico intervistato da PostTrak ha dato al film un punteggio positivo del 66%, con il 33% che lo consiglierebbe sicuramente.